# Censo argentino de 1960
El Censo Nacional de Población, Viviendas y Agropecuario de 1960 en la República Argentina fue un censo argentino realizado el día 30 de septiembre de 1960. Fue hecho bajo la presidencia de Arturo Frondizi. Es el quinto censo realizado en Argentina, después de 13 años desde el censo de 1947. Los acuerdos internacionales, la Constitución actual de la Nación Argentina, y la legislación vigente estimula que los censos de deben realizar cada 10 años; esto se viene dando desde este censo.

## Resultados por provincias
A continuación la tabla de las provincias argentinas más pobladas:
| Provincia                                                                    | Población     |
| ---------------------------------------------------------------------------- | ------------- |
| Buenos Aires                                                                 | (*) 6 766 108 |
| Ciudad de Buenos Aires                                                       | 2 966 634     |
| Santa Fe                                                                     | 1 884 918     |
| Córdoba                                                                      | 1 753 840     |
| Mendoza                                                                      | 824 036       |
| Entre Ríos                                                                   | 805 357       |
| Tucumán                                                                      | 773 972       |
| Chaco                                                                        | 543 331       |
| Corrientes                                                                   | 533 201       |
| Santiago del Estero                                                          | 476 503       |
| Salta                                                                        | 412 854       |
| Misiones                                                                     | 361 440       |
| San Juan                                                                     | 352 387       |
| Jujuy                                                                        | 241 462       |
| Río Negro                                                                    | 193 292       |
| Formosa                                                                      | 178 526       |
| San Luis                                                                     | 174 316       |
| Catamarca                                                                    | 168 231       |
| La Pampa                                                                     | 158 746       |
| Chubut                                                                       | 142 412       |
| La Rioja                                                                     | 128 220       |
| Neuquén                                                                      | 109 890       |
| Santa Cruz                                                                   | 52 908        |
| Territorio Nacional de Tierra del Fuego, Antártida e Islas del Atlántico Sud | 11 209        |
| Total de población en 1960                                                   | 20 013 793    |

(*) De los habitantes de Buenos Aires, 3 772 411 les correspondían al Conglomerado Gran Buenos Aires

### Ciudades con mayor población
Según los registros de 1960, las ciudades más pobladas son las siguientes:
1. Aglomerado Gran Buenos Aires (6 739 045 hab.)
2. Gran Rosario (669 173 hab.)
3. Gran Córdoba (591 563 hab,)
4. Gran La Plata (404 129 hab.)
5. Gran Mendoza (330 727 hab.)
6. Gran San Miguel de Tucumán (297 305 hab.)
7. Gran Santa Fe (226 300 hab.)
8. Mar del Plata (211 365 hab.)
9. Gran San Juan (146 828 hab.)
10. Salta (117 400 hab.)